# Mesencephalon
Mesencephalon, eller midthjernen er en del af hjernen.
Midthjernen regnes normalt for at være den øverste del af hjernestammen.
Den kan deles op i midthjernens tectum og pedunculus cerebri.
Pedunculus cerebri kan deles op i midthjerne tegmentum, substantia nigra (den sorte substans) og crus cerebri.
Videre kan substantia nigra deles op i pars compacta og pars reticulata.
Lesioner i midthjernens tegmentum kan føre til delta-bølger i storhjernebarken.